# 민회빈 강씨
민회빈 강씨(愍懷嬪 姜氏, 1611년 4월 18일(음력 3월 6일) ~ 1646년 4월 30일(음력 3월 15일)) 또는 소현세자빈(昭顯世子嬪) 강씨는 조선의 세자빈으로, 인조의 장남인 소현세자의 부인이다.

## 개요
소현세자의 부인으로, 병자호란 이후 소현세자와 청나라에서 8년간 인질 생활을 하였다. 귀국 후 인조의 냉대를 받았으며 소현세자가 급사하는 등의 아픔을 겪다가, 다음해 인조의 수라에 독을 넣었다는 혐의를 받아 폐서인 된 후 사사되었다. 세자빈의 어머니와 오빠, 남동생 모두가 옥사에 연루되어 처형되는 멸문의 화를 당하였다.
실록에서는 소현세자가 사망한 이후부터 세자빈 강씨를 '강빈(姜嬪)'으로 기록하고 있다.
당대에 이미 소현세자빈의 억울한 죽음을 많은 이들이 인식하였으나, 뒤를 이은 효종의 정통성과 관련하여 소현세자빈의 복권을 청하지 못하였다. 이후 신원될 때까지 '역적 강씨'라는 뜻인 '역강(逆姜)'으로 칭해졌다.
사후 72년만인 1718년(숙종 44년), 숙종이 소현세자빈과 그 일가의 죄를 신원하고 소현세자빈의 위호를 회복시켜 민회빈(愍懷嬪)으로 추증하였다.

## 생애

### 탄생과 가계
1611년(광해군 3년) 4월 18일(음력 3월 6일), 아버지 강석기(姜碩期)와 어머니 신예옥(申禮玉)의 둘째딸로 태어났다.
본관은 금천이며, 귀주 대첩을 승리로 이끈 고려의 장수 강감찬의 18대손이다. 모계로는 강빈의 어머니인 신예옥의 외할머니가 신수근의 손녀이며, 신수근은 세종의 아들 임영대군의 외손자이므로 세종의 외8대손이기도 하다.

### 세자빈 책봉
1627년(인조 5년) 12월 4일 세자빈으로 책봉되었으며, 12월 27일 소현세자와 가례를 올렸다. 소현세자와의 사이에서 4남 5녀를 두었다.

### 병자호란과 볼모 생활
1636년(인조 14년) 12월 14일, 병자호란이 발발하자 강화도로 피난하였으나 다음해인 1637년(인조 15년) 1월 26일, 강화도가 함락면서 청군에 붙잡혔고, 1월 30일, 인조가 삼전도에서 청나라에 항복하자 이후 강화조약에 따라 남편인 소현세자, 시동생인 봉림대군(효종)과 그의 부인인 풍안부부인 장씨(인선왕후)와 함께 청나라 심양에 볼모로 잡혀갔다.
명나라가 멸망한 다음해인 1645년(인조 23년) 정월, 소현세자와 민회빈 강씨는 8년간의 인질 생활을 마치고 조선으로 귀국하였다.
그러나 볼모 생활이 길어지면서 인조와 소현세자 부부 사이에 오해와 불신이 생겼고, 인조의 냉대 속에 반목하게 된다. 여기에 인조의 후궁인 조소용(귀인 조씨)이 세자 부부와 인조의 사이를 이간질 하면서 더욱 갈등의 골이 깊어졌다.
 
전일 세자가 심양에 있을 때 집을 지어 단확(丹艧)을 발라서 단장하고,
또 포로로 잡혀간 조선 사람들을 모집하여 둔전(屯田)을 경작해서 곡식을 쌓아 두고는
그것으로 진기한 물품과 무역을 하느라 관소(館所)의 문이 마치 시장 같았으므로,
상(인조)이 그 사실을 듣고 불평스럽게 여겼다.
그런데 상의 행희(幸姬) 조소용(趙昭容, 귀인 조씨)은 전일부터
세자 및 세자빈과 본디 서로 좋지 않았던 터라,
밤낮으로 상의 앞에서 참소하여 세자 내외에게 죄악을 얽어 만들어서,
저주를 했다느니 대역부도의 행위를 했다느니 하는 말로 빈궁을 무함하였다.

 — 《인조실록》 46권,
인조 23년(1645년 청 순치(順治) 2년) 6월 27일 (무인)
1645년(인조 23년) 4월 26일, 소현세자는 의문의 죽음을 맞게 되었는데, 인조는 장례를 앞당겨 입관을 서두르고, 세자에게 시침한 어의 이형익을 처벌하지 않았다. 또한 소현세자의 아들인 원손을 제치고 둘째 아들인 봉림대군을 세자로 책봉하였다.
 
세자는 본국에 돌아온 지 얼마 안 되어 병을 얻었고 병이 난 지 수일 만에 죽었는데,
온 몸이 전부 검은 빛이었고 이목구비의 일곱 구멍에서는 모두 선혈이 흘러나오므로,
검은 멱목으로 그 얼굴 반쪽만 덮어 놓았으나, 곁에 있는 사람도 그 얼굴 빛을 분변할 수 없어서
마치 약물에 중독되어 죽은 사람과 같았다.
그런데 이 사실을 외인(外人)들은 아는 자가 없었고, 상(인조)도 알지 못하였다.
당시 종실 진원군(珍原君) 이세완(李世完)의 아내는 곧 인열왕후의 서제(庶弟)였기 때문에,
세완이 내척(內戚)으로서 세자의 염습에 참여했다가
그 이상한 것을 보고 나와서 사람들에게 말한 것이다.
 — 《인조실록》 46권,
인조 23년(1645년 청 순치(順治) 2년) 6월 27일 (무인)

### 강빈 옥사사건
1646년(인조 24년) 1월 3일, 인조의 식사 중 전복구이에서 독이 발견되는 사건이 벌어지자 인조는 강빈을 의심하여 강빈의 궁인들을 잡아 심문하였다. 이후 옥사는 확대되어 시녀와 궁인들이 붙잡혀 모진 고문을 당하였으나 불복하였다. 인조는 강빈을 미워하여 대신들의 주청을 물리치고 강하게 처벌할 뜻을 내비친다.
 
상(인조)이 궁중의 사람들에게
"감히 강씨와 말하는 자는 죄를 주겠다."고 경계하였기 때문에 양궁(兩宮)의 왕래가 끊겼으므로
 어선(御膳, 임금의 수라)에 독을 넣는 것은 형세상 할 수 없는 일이다.
 그런데도 상이 이와 같이 생각하므로,
 사람들이 다 조씨(趙氏, 귀인 조씨)가 모함한 데에서 연유한 것으로 의심하였다.
 — 《인조실록》 47권,
인조 24년(1646년 청 순치(順治) 3년) 1월 3일 (신해)
대신들과 세자인 봉림대군 또한 사건의 진상이 명백하게 밝혀지지 않았음에도 성급히 처벌하는 것은 불가하다고 주청했으나 인조는 단호하였고, 강빈을 옹호하는 대신들의 발언에는 노골적으로 화를 내며 불편한 심기를 내비치었다.
| “ | 狗雛强稱以君上之子, 此非侮辱而何? 개새끼같은 것을 억지로 임금의 자식이라고 칭하니, 이것이 모욕이 아니고 무엇인가? | ” |
|   | — 《인조실록》 47권, 인조 24년(1646년) 2월 9일 (병술)                                                             |   |

인조는 강빈을 '개새끼같은 것' 이라고 칭하였고 이후 마음을 바꿔 강빈을 폐출하여 사사하기로 결정하였다. 이에 대사헌 홍무적, 지평 조한영, 부제학 유백증 등이 강빈의 사사를 반대하였으며, 간원들 또한 강빈을 죽이는 것은 부당하며 폐출만 시킬 것을 건의하였으나 인조는 모든 의견을 묵살하고 강빈을 사사할 것을 전교하였다.
 
전교하기를,
“강빈이 심양에 있을 때 은밀히 왕위를 바꾸려고 도모하면서
 미리 홍금 적의를 만들어 놓았고 내전의 칭호를 공공연히 참람하게 사용하였으며,
 지난해 가을에는 분노하는 마음이 일자
 인군의 처소와 아주 가까운 곳까지 와서 큰소리를 지르며 발악하였고,
 사람을 보내 문안하는 예를 폐한 지도 이미 여러 날이 되었으니,
 이런 짓도 차마 하는데 어떤 짓인들 차마 하지 못하겠는가.
 이렇게 환히 드러난 악행을 가지고 그의 심술을 미루어 본다면
 흉물을 파묻고 독을 넣은 것은 모두 다른 사람이 한 것이 아니다.
 예로부터 난신적자가 어느 시대인들 없었겠는가마는 그 흉악함이 이처럼 심한 경우는 없었다.
 군부를 해치고자 한 자를 천지 사이에 하루라도 목숨을 부지하게 할 수 없으니,
 폐출한 다음 사사(賜死)하라.”
하였다.
 — 《승정원일기》 93책 (탈초본 5책),
인조 24년(1646년 청 순치(順治) 3년) 3월 15일 (임술)

### 최후
1646년(인조 24년) 4월 30일(음력 3월 15일), 강빈은 사약을 받고 사망하였다.
 
소현세자빈 강씨를 폐출하여 옛날의 집에서 사사하고
교명 죽책(敎命竹冊) · 인(印) · 장복(章服) 등을 거두어 불태웠다.
의금부 도사 오이규(吳以奎)가 덮개가 있는 검은 가마로 강씨를 싣고 선인문을 통해 나가니,
길 곁에서 바라보는 이들이 담장처럼 둘러 섰고 남녀 노소가 분주히 오가며 한탄하였다.
강씨는 성격이 거셌는데,
끝내 불순한 행실로 상(인조)의 뜻을 거슬려 오다가 드디어 사사되기에 이르렀다.
그러나 그 죄악이 아직 밝게 드러나지 않았는데 단지 추측만을 가지고서 법을 집행하였기 때문에
안팎의 민심이 수긍하지 않고 모두 조숙의(趙淑儀)에게 죄를 돌렸다.
 — 《인조실록》 47권,
인조 24년(1646년 청 순치(順治) 3년) 3월 15일 (임술)
인조는 강빈의 죽음 이후 자신의 손자이자 강빈의 세 아들 또한 제주도로 유배를 보냈다.
1648년(인조 26년) 첫째 석철(경선군)은 장독으로 죽고, 둘째 석린(경완군)은 병으로 죽게 되며, 셋째 석견(경안군)만이 살아남아 효종 때에 귀양에서 벗어났다.

### 사후
강빈과 그녀의 아들들의 옥사는 김자점과 인조의 후궁 귀인 조씨 일파의 정치공세성 성격이 짙었으므로 김집 등은 효종 때 경안군(강빈의 셋째 아들)의 석방을 탄원하는 상소를 올리기도 했다.
이후 서인 산림 계열은 강빈이 억울하게 죽었다 여겼으며 김집, 송시열, 송준길은 소현세자와 강빈의 명예회복과 복권을 여러번 건의하였다. 이 때문에 남인으로부터 효종의 정통성을 부정하려 한다는 공격을 받기도 했다.
효종은 심양에 볼모로 잡혀있을 당시 강씨의 행적을 언급하였고 강씨가 소현세자 사후에 낳은 아들을 죽였다고 말하며 강씨를 비난하였다.
 
상(효종)이 이르기를,
"이미 말의 실마리를 끄집어냈으니 모두 말을 하겠다.
 국가가 불행하여 대역 부도한 사람이 궁중에 들어왔으니 그 일을 말로 다 할 수 있겠는가?
 소현세자는 본래 착한 사람이었으나 다만 마음 속에 주장이 없는 병통이 있었다.
 그래서 비할 데 없는 험악한 역강(逆姜)이 오직 애써 임금의 총명을 가리고 흉패한 일을 자행하였지만,
 소현 역시 제재를 가하지 못했던 것이다.
 그런데 변란 후 내가 심양에 잡혀 갔을 때 강씨가 하는 행위를 눈여겨 보니 비할 데 없이 흉험하였는데,
 소현은 끝까지 깨닫지 못하였으므로 선왕(인조)이 일찍이 소현이 현명하지 못한 것을 한탄하였다.
(중략)
 소현세자가 병이 나자 의원이 진찰을 해 보고 조심하여 조섭하지 아니한 때문이라고 하였는데,
 강씨가 싫어하여 이 사실을 숨겼으며, 소현의 상을 당한 뒤에 유복자(遺腹子)마저 살해하여
 그 병을 숨긴 흔적을 엄폐하였으니, 이런 일을 차마 하는데 무엇을 차마 못하겠는가.
 사람의 아비로서 미혹한 마음에 가리워져서 심지어 자식까지 죽이는 경우가 옛날에도 간혹 있었으나
 어미로서 자식을 죽이는 경우는 무조(武曌, 측천무후) 말고는 들어보지 못했으니
 사람의 도리로 책망할 수조차 없다."
 — 《효종실록》 8권,
효종 3년(1652년 청 순치(順治) 9년) 4월 26일 (정묘)
효종은 추후 강씨의 죄를 신원해달라고 주청할 경우, 역당으로 논하여 강력하게 처벌할 것이라 경고하였다.
 
상(효종)이 이르기를,
"역강의 흉패스러움이 이러한데도 오늘날 사람들이 선왕(인조)의 전후 전교를 믿지 아니하고
 반드시 신구(伸救, 죄 없는 사람을 사실대로 변명하여 구원함)하고자 하는 것은 무슨 의도인가?
 나는 매우 통분스럽다.
 비록 여러 세대 뒤에라도 만약 역강의 일을 조정에 아뢰는 자가 있으면
 역당(逆黨)으로 논하여 바로 궐정에서 추국하여 다스리도록 하라.
 혹 강포한 신하나 흉악한 사람이 있어서 이 전교를 따르지 않거든
 삼사(三司)의 백공(百工)들은 모두 즉시 다투어 논집하여 역당으로 논하는 것이 옳다.
 이 뜻을 내외의 각 해사(該司)에 분부하도록 하라."
하였다.
여러 신하들이 몸을 움츠리고 감히 한 사람도 말 한 마디 못하고 물러났다.
 — 《효종실록》 8권,
효종 3년(1652년 청 순치(順治) 9년) 6월 3일 (계묘)
1654년(효종 5년) 황해감사 김홍욱은 강빈 옥사의 조작을 탄원하며 억울하게 죽은 강빈의 신원 회복과 소현세자의 셋째 아들 석견(경안군)의 석방을 요구하였다. 그러나 효종은 김홍욱을 국문 끝에 장살로 죽였다.
 
대신과 금부의 여러 신하들에게 명하여 김홍욱(金弘郁)을 궐정에서 다시 국문하니,
홍욱이 곤장을 맞다가 죽었다.
당초 홍욱은 항상 강씨(姜氏)의 옥사를 의심스러운 점이 있다고 하여,
평소 다른 사람을 만나면 문득 이것을 이야기했다.
또 그 의심스러운 단서를 소장을 올려 그 원통함을 풀어 주려고 한 지 오래였는데
이때에 와서 분부에 따라 진언했다가 마침내 억울하게 죽음을 당하니
듣고 슬퍼하지 않는 이가 없었다.
 — 《효종실록》 13권,
효종 5년(1654년 청 순치(順治) 11년) 7월 17일 (갑진)

### 복권
숙종 때 송시열이 다시 그녀의 억울함을 주장하여 신원을 청하는 상소를 올렸다. 그 뒤 김수항의 신원 상소로 복관되었다.
1718년(숙종 44년), 숙종이 소현세자빈과 그 일가의 죄를 신원하고 소현세자빈의 위호를 회복시켜 민회빈(愍懷嬪)으로 추증하였다. 사후 72년만의 일이었다.

## 가족 관계
| 조선의 왕세자빈 | 민회빈 강씨 愍懷嬪 姜氏 | 출생                                       | 사망                                               |
| 조선의 왕세자빈 | 민회빈 강씨 愍懷嬪 姜氏 | 1611년 4월 18일 (음력 3월 6일) 조선 한성부 | 1646년 4월 30일 (음력 3월 15일) (35세) 조선 한성부 |

|    |               | 본관 | 생몰년          | 부모                          | 비고                     |
| -- | ------------- | ---- | --------------- | ----------------------------- | ------------------------ |
| 부 | 강석기 姜碩期 | 금천 | 1580년 - 1643년 | 강찬 姜燦 광산 김씨 光山 金氏 |                          |
| 모 | 신예옥 申禮玉 | 고령 | ? - 1647년      | 신식 申湜 노춘복 盧春福       | 1647년(인조 25년) 처형됨 |

| 조선의 왕세자 | 소현세자 昭顯世子 | 출생                                                   | 사망                                                             |
| 조선의 왕세자 | 소현세자 昭顯世子 | 1612년 1월 26일 (음력 1월 4일) 조선 한성부 경행방 본궁 | 1645년 5월 11일 (음력 4월 26일) (33세) 조선 한성부 창경궁 환경당 |

| 작호 | 작호              | 이름            | 생몰년          | 배우자                          | 비고          |
| ---- | ----------------- | --------------- | --------------- | ------------------------------- | ------------- |
| 장녀 | 군주 郡主         |                 | 1629년 - 1631년 |                                 |               |
| 차녀 | 군주 郡主         | 1631년 - 1640년 |                 |                                 |               |
| 장남 | 경선군 慶善君     | 백 栢           | 1636년 - 1648년 |                                 |               |
| 3녀  | 경숙군주 慶淑郡主 |                 | 1637년 - 1655년 | 능창부위 구봉장 綾昌副尉 具鳳章 |               |
| 차남 | 경완군 慶完君     | 석린 石磷       | 1640년 - 1648년 |                                 |               |
| 4녀  | 경녕군주 慶寧郡主 |                 | 1642년 - 1682년 | 금창부위 박태정 錦昌副尉 朴泰定 |               |
| 5녀  | 경순군주 慶順郡主 | 정온 正溫       | 1643년 - 1697년 | 황창부위 변광보 黃昌副尉 邊光輔 |               |
| 3남  | 경안군 慶安君     | 회 檜           | 1644년 - 1665년 | 분성군부인 허씨 盆城郡夫人 許氏 | 밀풍군의 조부 |
| 4남  | 왕손              |                 | 1645년 - 1645년 |                                 | 유복자        |

## 민회빈 강씨를 다룬 작품
| - 《대명》 (KBS, 1981년, 배우:이문희) - 《역사극장》 (EBS, 2005년, 배우:김예령) - 《한국사 전》(KBS, 2007년, 배우:이선영) - 《최강칠우》 (KBS, 2008년, 배우:양소민) - 《추노》 (KBS, 2010년, 배우:김하윤) - 《마의》 (MBC, 2012년, 배우:경수진) - 《궁중잔혹사 - 꽃들의 전쟁》 (JTBC, 2013년, 배우:송선미) - 《삼총사》 (tvN, 2014년, 배우:서현진) - 《화정》(MBC, 2015년, 배우:김희정) - 《연인》(MBC, 2023년, 배우:전혜원) | - 《올빼미》 (2022년, 배우:조윤서) - 《소현세자》 박안식, 창작과 비평사, 1996, ISBN 8936430424 - 《강빈》 박정애, 예담, 2006, ISBN 8959131865 - 《별궁의 노래》 김용상, 순, 2009, ISBN 9788996417026 - 《소현세자빈 강빈》 김혜경, 문학스케치, 2010, ISBN 9788993176421 - 《민회빈 강씨》 김용상, 멜론, 2011, ISBN 9788994175232 - 《소현세자 독살 사건》 이수광, 산호와진주, 2011, ISBN 9788997213122 - 《소현세자》 이정근, 책으로보는세상, 2009, ISBN 9788996152033 |

## 같이 보기
- 소현세자
- 인조
- 효종
- 경안군
- 병자호란
- 귀인 조씨
- 심양일기
- 정축하성

## 관련 서적
- <강빈(새로운 조선을 꿈꾼 여인)> 박정애, 예담, 2006. 12. 07, ISBN 8959131865
- <조선 왕 독살사건> 이덕일, 다산초당, 2005. 07. 08, ISBN 8991147305
- <조선을 뒤흔든 16가지 살인사건> 이수광, 다산초당, 2006.09.15 ISBN 8991147763
- <조선의 왕과 신하, 부국강병을 논하다> 신동준, 살림, 2007.11.09 ISBN 9788952207395
- <한국사전2> KBS한국사제작팀, 한겨레출판, 2008. 05. 26 ISBN 97888984312814

### 주해
1. ↑  왕실 종친으로 성종의 5대손이다. 한준겸의 사위이며 소현세자의 이모부이기도 하다.
2. ↑  영조의 계비인 정순왕후의 5대조이자, 추사 김정희의 7대조이다.